# ЛМ-68М
ЛМ-68М (71-68М) — радянський чотиривісний трамвайний вагон, що випускався Ленінградським трамвайно-механічним заводом в 1973 — 1988 роках. Є подальшим розвитком моделі ЛМ-68.
Трамвайні вагони ЛМ-68М експлуатувалися в Санкт-Петербурзі, Архангельську, Магнітогорську, Нижньому Новгороді, Теміртау, Череповці.

## Історія
Експлуатація ЛМ-68 показала низький запас міцності у рами та каркасу кузова. У деяких вагонів після кількох років експлуатації спостерігалися відхилення від геометрії кузова в районі переднього та заднього майданчиків. У грудні 1972 року було видано технічне завдання на розробку модернізованого вагона ЛМ-68М. У 1973 році під керівництвом Б. М. Кулакова був побудований експериментальний вагон.
Конструкція кузова була значно спрощена за рахунок ліквідації виступаючих частин на лобових краях переднього і заднього майданчиків і в районі середніх дверей, було ліквідовано дахове скління, збільшено висоту бічного скла і змінено кут їх нахилу. Уздовж даху розташували п'ять вентиляційних люків, один із яких розмістили над кабіною водія. У салоні вирівняли рівень підлоги, сидіння встановили на індивідуальні тумби, всередині яких змонтували нагрівальні елементи, на кшталт вагонів КТМ-5М3. Зміни торкнулися і підвагонного обладнання: обладнання, яке підлягає частому огляду, розмістили вздовж бортів вагона. Для збільшення безпеки в електричні ланцюги вагона було введено блокування руху вагона з відчиненими дверима.

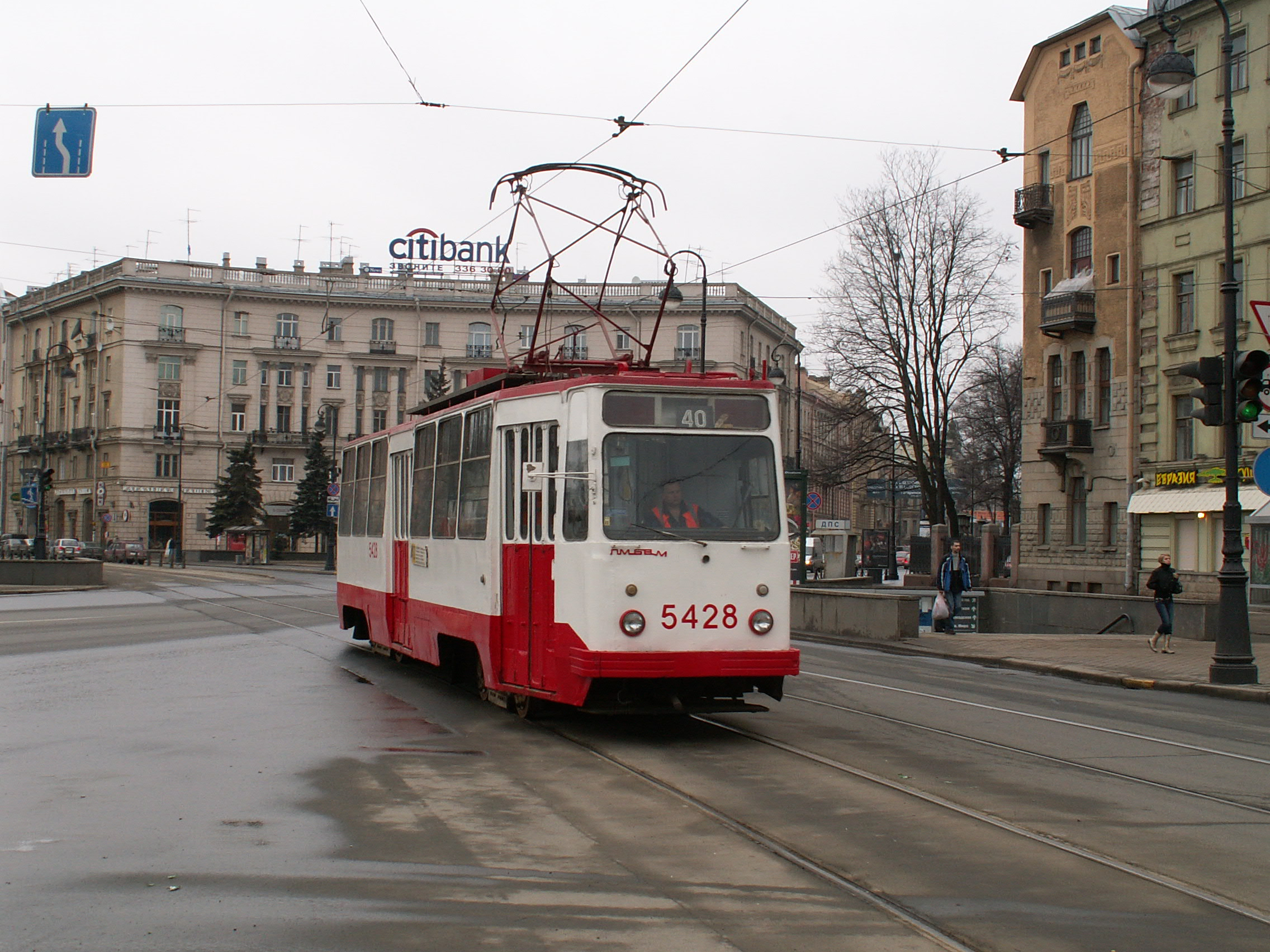
ЛМ-68М на Кронверцькому проспекті в Санкт-Петербурзі

Експериментальний вагон в 1973 році надійшов до трамвайного парку ім. Смирнова. У 1974 було збудовано ще 7 вагонів ЛМ-68М. Перші 4 вагони були обладнані асиметричними одноважільними струмоприймачами заводу СВАРЗ типу АА-38-925. Частина вагонів була зчеплена в поїзди з двох вагонів за системою багатьох одиниць. У серпні 1975 р. міжвідомча комісія рекомендувала ЛМ-68М до серійного виробництва, і воно було розпочато в тому ж році. У вагонів із зав. № 10 сигнали повороту в лобовій частині кузова стали встановлювати над фарами. Орієнтовно із зав № 25, на вагони стали встановлювати софітні ящики в передній та задній частинах вагона з окремим склом (розділивши торцеве скло на дві нерівні частини), люк фальшборту біля мотор-компресора стали виконувати з дефлекторами. Одночасно збільшилася величина кватирок у салоні. У 1980 році були розширені задні двері за рахунок ліквідації невеликого вікна біля задньої стінки, був внесений ряд змін в електрообладнання з метою підвищення його надійності, і змінена вентиляція тягових двигунів. З 1986-го року на частині вагонів, а з 1987-го — на всіх частину електроустаткування було перенесено з підвагонного простору до шафи, яка закрила перше вікно за кабіною водія. Вагони із заводськими номерами 1992 і 1994 в дослідному порядку були обладнані ТІСК і зчеплені в поїзд за системою багатьох одиниць.

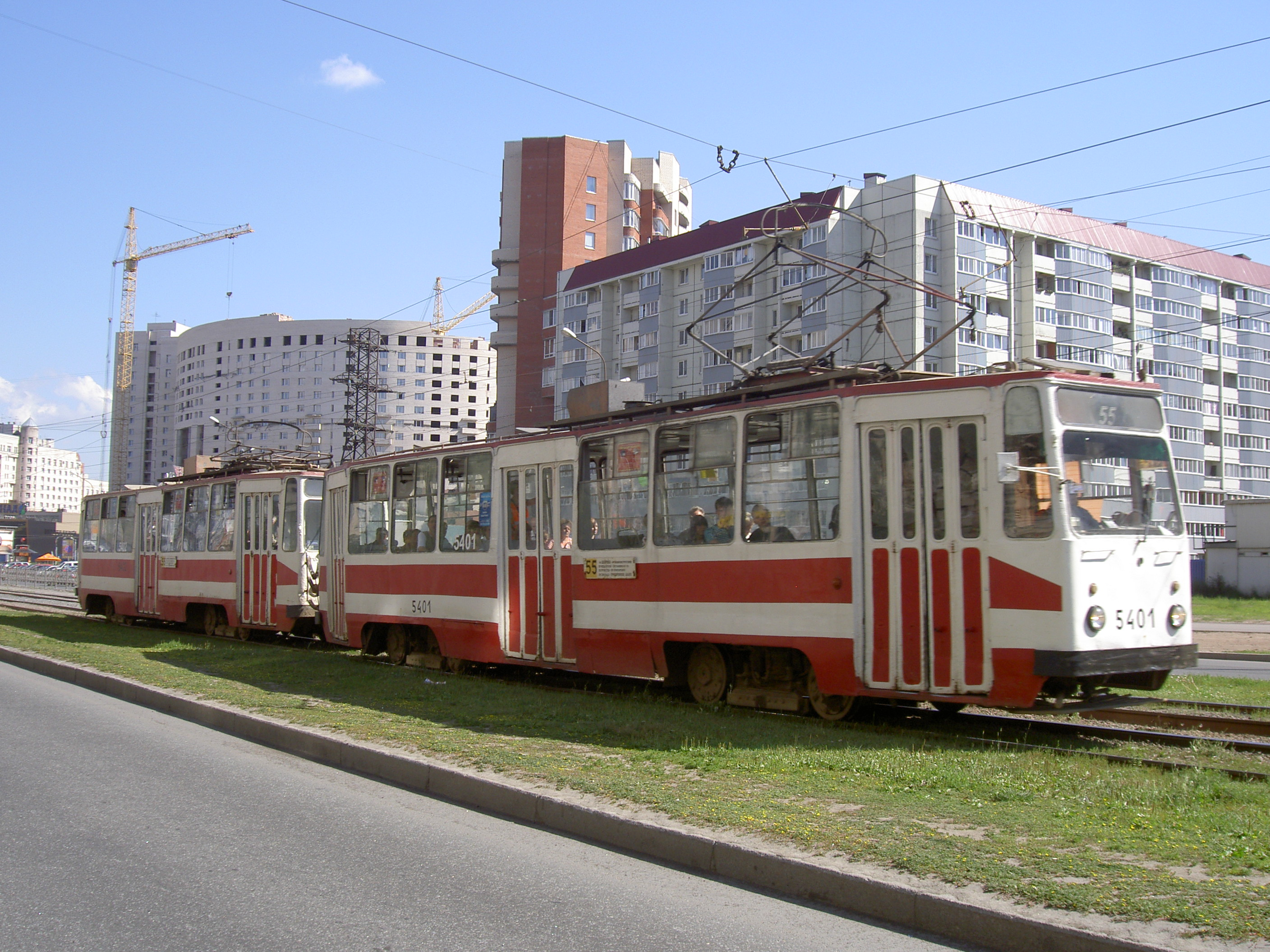
«Парник» — СБО з двох вагонів

У роки виробництва у зв'язку з нестачею комплектів електрообладнання, яке поставляє московський завод Динамо, частина вагонів передавалася замовнику без тягових електродвигунів, пантографів та деяких інших вузлів. Пізніше вагони дообладнали на експлуатаційних підприємствах. На початок 1983 року в Ленінграді таких вагонів було 26 одиниць. У тому ж році був сконструйований і побудований дослідний причіпний вагон типу ЛП-83, що являє собою вагон ЛМ-68М без кабіни, місце якої зайняв накопичувальний майданчик, аналогічний задньому. Вагон не містив електроустаткування, за винятком ланцюгів керування барабанно-колодковим гальмом. Вагон був направлений на випробування до трамвайного парку імені Скороходова. Випробування показали низьку надійність гальмівної системи та підвищену дію на шлях необмоторених візків. Згодом таких вагонів не будували.
У 1988 році виробництво ЛМ-68М було припинено у зв'язку з серійним випуском зчленованих вагонів ЛВС-86. Усього було випущено 2108 односторонніх вагонів ЛМ-68М. З них 15 одиниць поставлено в Архангельськ, 13 в Теміртау, 3 в Горький і 3 в Череповець. На базі ЛМ-68М було випущено велику кількість різних вагонів спеціального призначення: рейкошліфувальні, вагони-вишки контактної мережі, пісковози та інші.
З 1993 по 2002 рік на ПТМЗ проводився капітальний ремонт вагонів ЛМ-68М, в результаті якого обладнання виносилося з-під підлоги в шафу в салоні. Ряд вагонів було перероблено під господарські потреби. Зокрема велика кількість —  вантажні самохідні вагони (ГСВ). Частина обладнана краном.

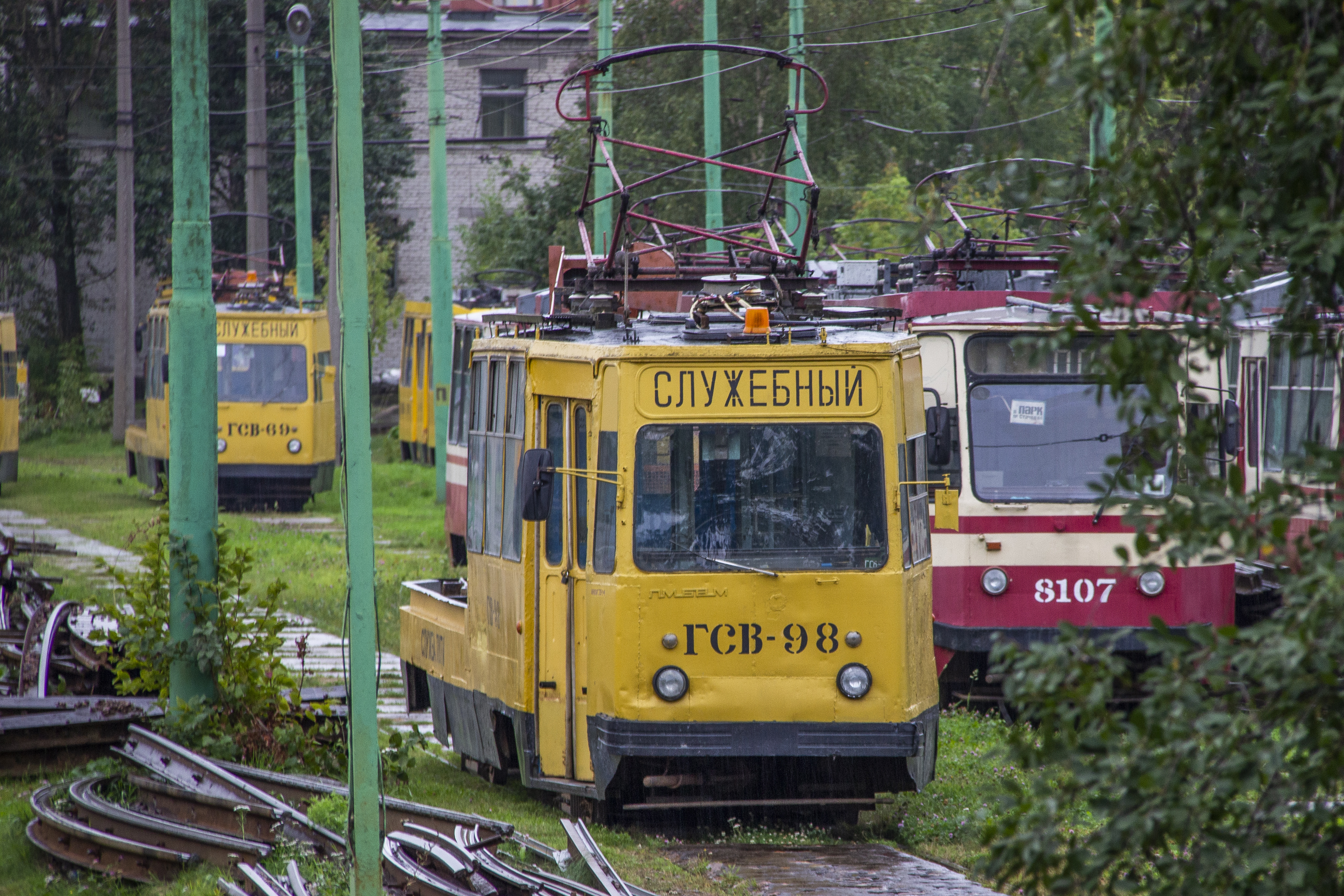
Вантажний вагон на базі ЛМ-68М

З травня 2012 року силами СПб ДУП «ГЕТ» відбулася модернізація вагонів, які отримували індекс ЛМ-68М2. У вересні 2017 року відсторонено від роботи з пасажирами останні оригінальні ЛМ-68М. Частину з них було списано, частину відправлено на модернізацію або переобладнано на службові.

## Технічні подробиці

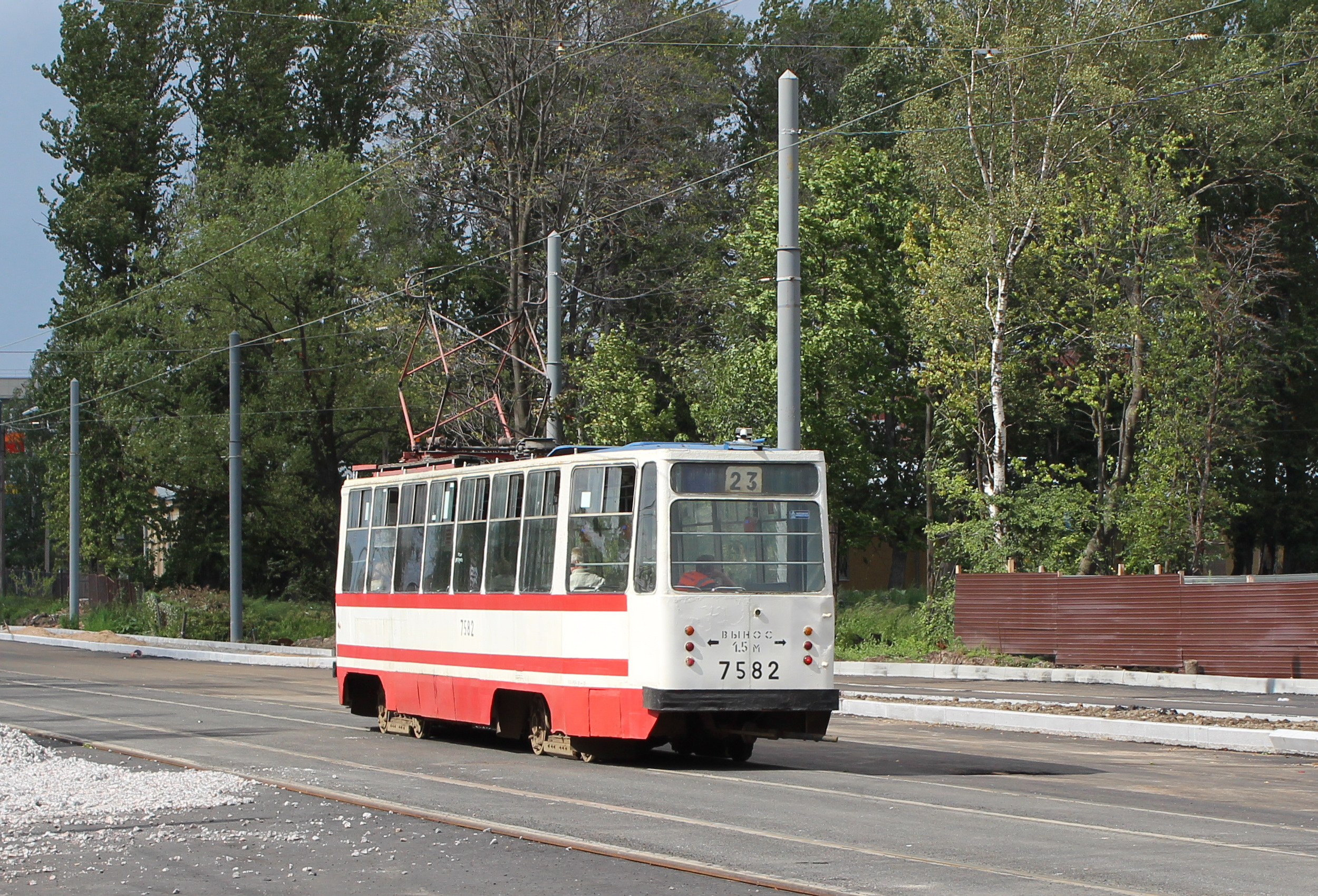
Вагон ЛМ-68М № 7582

Трамвайний вагон — чотиривісний, має суцільнометалевий кузов зі сталевою зварною рамою і каркасом, обшитим сталевими листами завтовшки 2 мм. З внутрішньої сторони каркас та обшивальні листи захищені від корозії та покриті шумопоглинаючою мастикою. Для внутрішньої обшивки стін та стелі застосований шаруватий пластик; підлога виконана з фанери і зверху покрита рифленим гумовим килимком. У пасажирському салоні встановлено два ряди м'яких крісел: з одного боку — одномісні, з іншого — здвоєні, і три квиткові каси. У кабіні водія, відокремленій від салону перегородкою, зосереджена вся апаратура керування вагоном. Двері в кабіну — засувні. У вагоні є три вхідні двері ширмового типу (перші і треті шириною 1330 мм, середні 1700 мм, з 1980 року треті двері шириною 1750 мм) з електропневматичним приводом і автоматичним відкриванням з кабіни водія. Освітлення вагона — 24 світильниками з лампами розжарювання, опалення — повітрям від пускогальмових опорів і електропечами з трубчастими нагрівальними елементами (ТЕНами); вентиляція — природна.
На вагоні типу ЛМ-68М застосовані чотири тягові двигуни послідовно-паралельного збудження типу ДК-259Г7 (пізніше ДК-259Г3), які підресорені та підвішені на візку до поперечних балок. Редуктор — двоступінчастий. На вагоні встановлено силовий багатоступінчастий кулачковий контролер типу ЕКГ-33Б, що має 17 позицій. Управління вагоном здійснюють за допомогою кулачкового контролера водія КВ-42Г з 10 положеннями головної рукоятки: 4 ходові М, Х1-Х3, 5 гальмівних Т1-Т4 і ТР і нульова позиція. Живлення ланцюга управління проводиться залізно-нікелевою акумуляторною батареєю, що складається з 20 елементів типу ЖН-100 з номінальною напругою 24 В; поряд з акумуляторною батареєю встановлено генератор типу Г-731А із двигуном ДК-661А. На вагоні передбачені швидкодіючі апарати струмового захисту, реле для захисту електричної схеми від включення у разі відсутності або недостатності напруги, а також розрядники для захисту від блискавки. У кабіні встановлено вимикач груп тягових двигунів типу ОМ-23Б. Вагон обладнаний електродинамічним, механічним та електромагнітним рейковим гальмами. Механічне гальмо з пневматичним приводом спрацьовує при вичерпанні електродинамічного гальмування або при відмові службового електродинамічного гальма.
Кузов вагона спирається на два візки мостового типу. Центральне підвішування кузова виконане у вигляді подвійних спіральних пружин та гумово-металевих елементів. Колісні пари мають підгумовані бандажі з двома гумово-металевими дисками.
Пневматичне обладнання вагона використовується як привід важільно-гальмівної системи, для відкривання та закривання дверей, опускання підвагонної сітки, подачі звукових сигналів, для керування реверсором ПР-759В, склоочисниками та пісочницями. Пневматична система розділена на магістралі високого та низького тиску. Живлення повітряної системи провадиться за допомогою компресора типу ЕК-4.

### Характеристики
Модернізований вагон моделі ЛМ-68М2:
- Довжина, мм — 15 500
- Ширина, мм — 2550
- Висота, мм — 3150
- База візка, мм — 1940
- База вагона, мм — 7500
- Діаметр колеса, мм — 710
- Площа низької підлоги, % від загальної площі — 25 %
- Напруга контактної мережі, В — 550
- Маса, кг — 19 500
- Наповнюваність максимальна, осіб — 175
- Система управління — Асинхронний тяговий частотно-керований привід на IGBT-транзисторах
- Тип двигуна (кількість × потужність, шт × кВт) — 4 × 50 кВт, АТД-3,2
- Вид гальма — ел/дин. пневмомехан. рейковий
- Тип струмоприймача — напівпантограф СБК-3М

## Модифікації

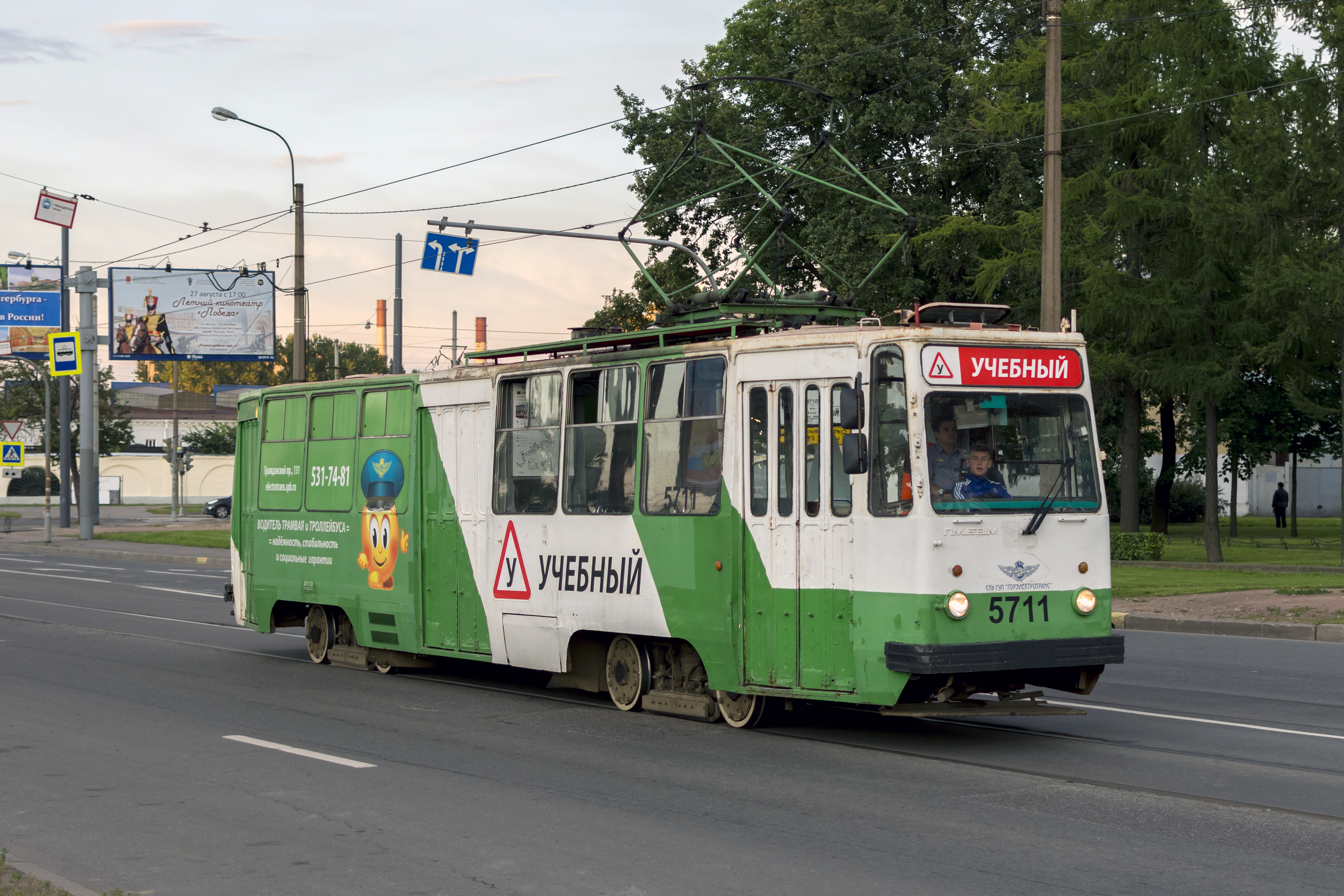
Учбовий вагон № 5711

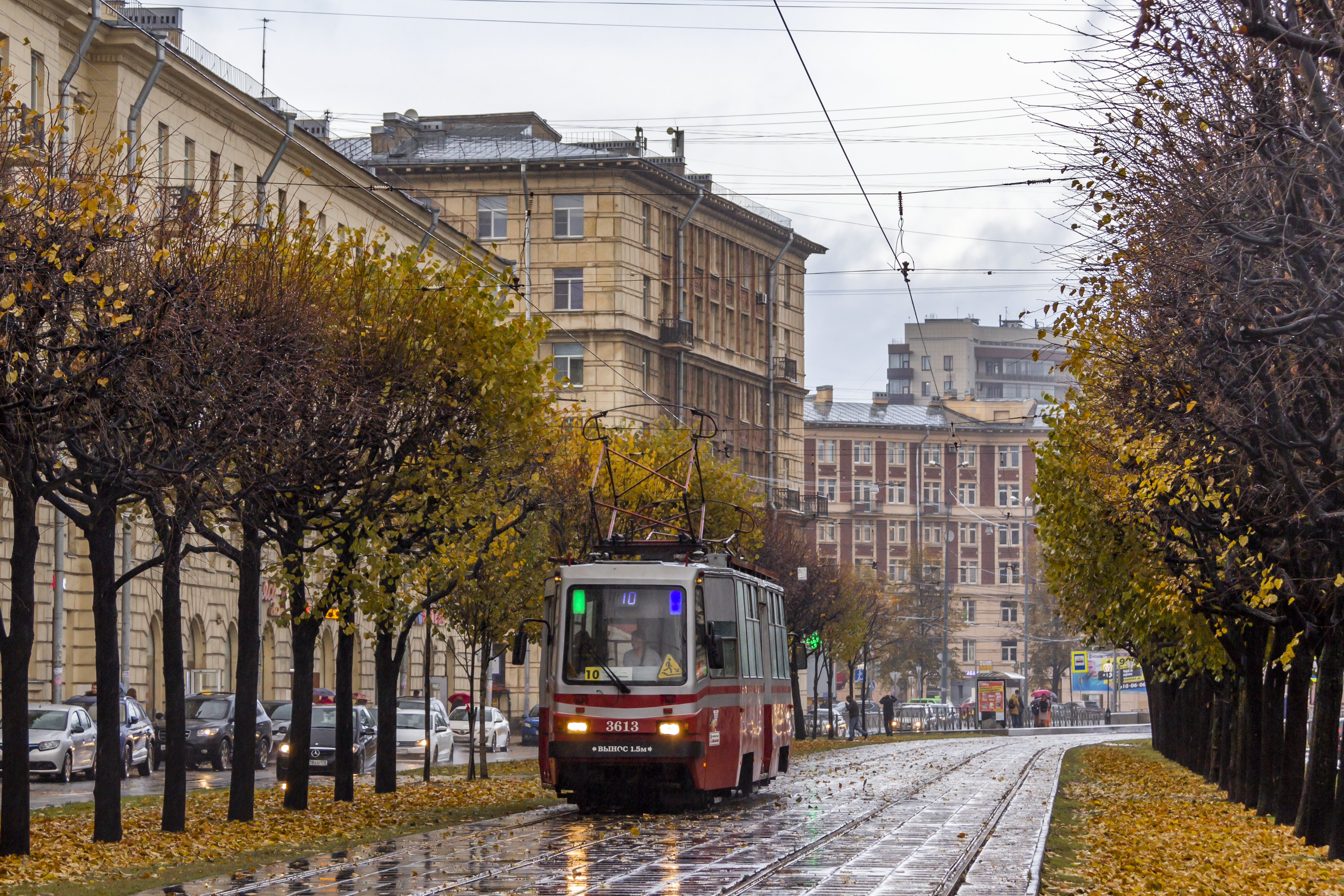
Трамвай ПР з бортовим номером 3613, що пройшов капітальний ремонт

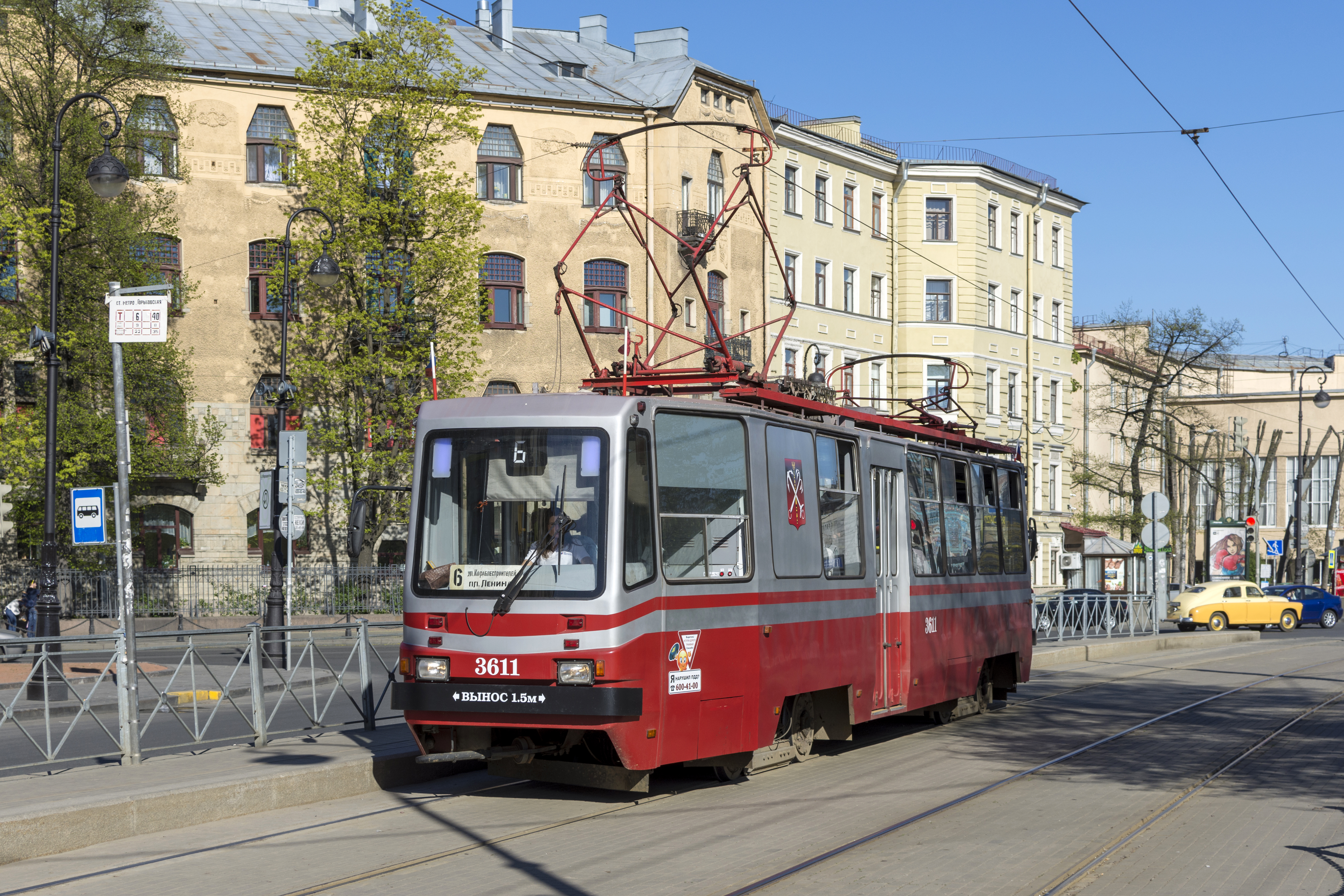
71-88 № 3611

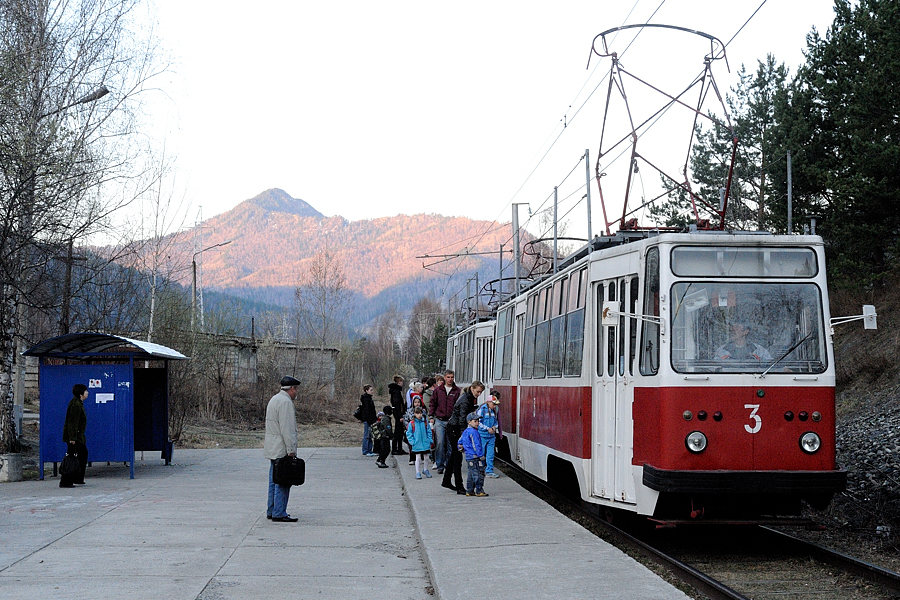
СМЕ з 71-88 (3+4) на лінії Черемушкинського трамвая (Хакасія)

### ЛМ-68М «Навчальний»
Односторонній навчальний вагон, побудований таким спочатку на ПТМЗ. Має такі відмінності від звичайного лінійного вагона:
- встановлено додаткове сидіння та контролер для інструктора, позаду звичайного місця водія;
- стінка кабіни перенесена до другої двері;
- частково винесено в салон електрообладнання;
- Змінена схема забарвлення.

Навчальний вагон із бортовим номером 1740 пройшов модернізацію за проектом ЛМ-68М2, тепер є пасажирським.
Вагон із номером 5710 пройшов модернізацію за проектом ЛМ-68М2 із встановленням асинхронного тягового приводу.

Вагон з бортовим номером 3700 в ході технічного ремонту був пофарбований за схемою «зелений слон», обладнаний електронними вказівниками маршрутів (ЕМУ).

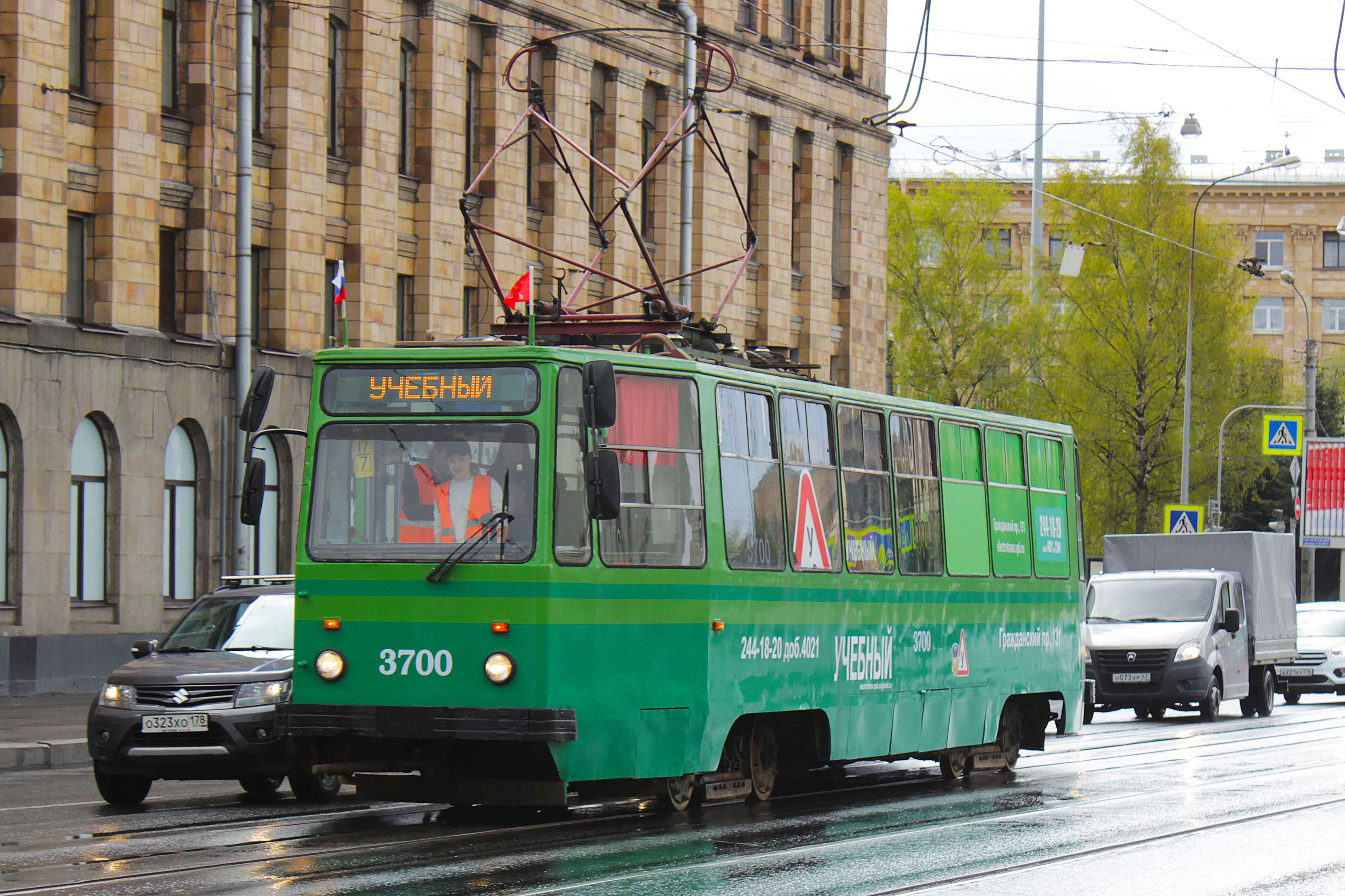
Навчальний вагон 3700
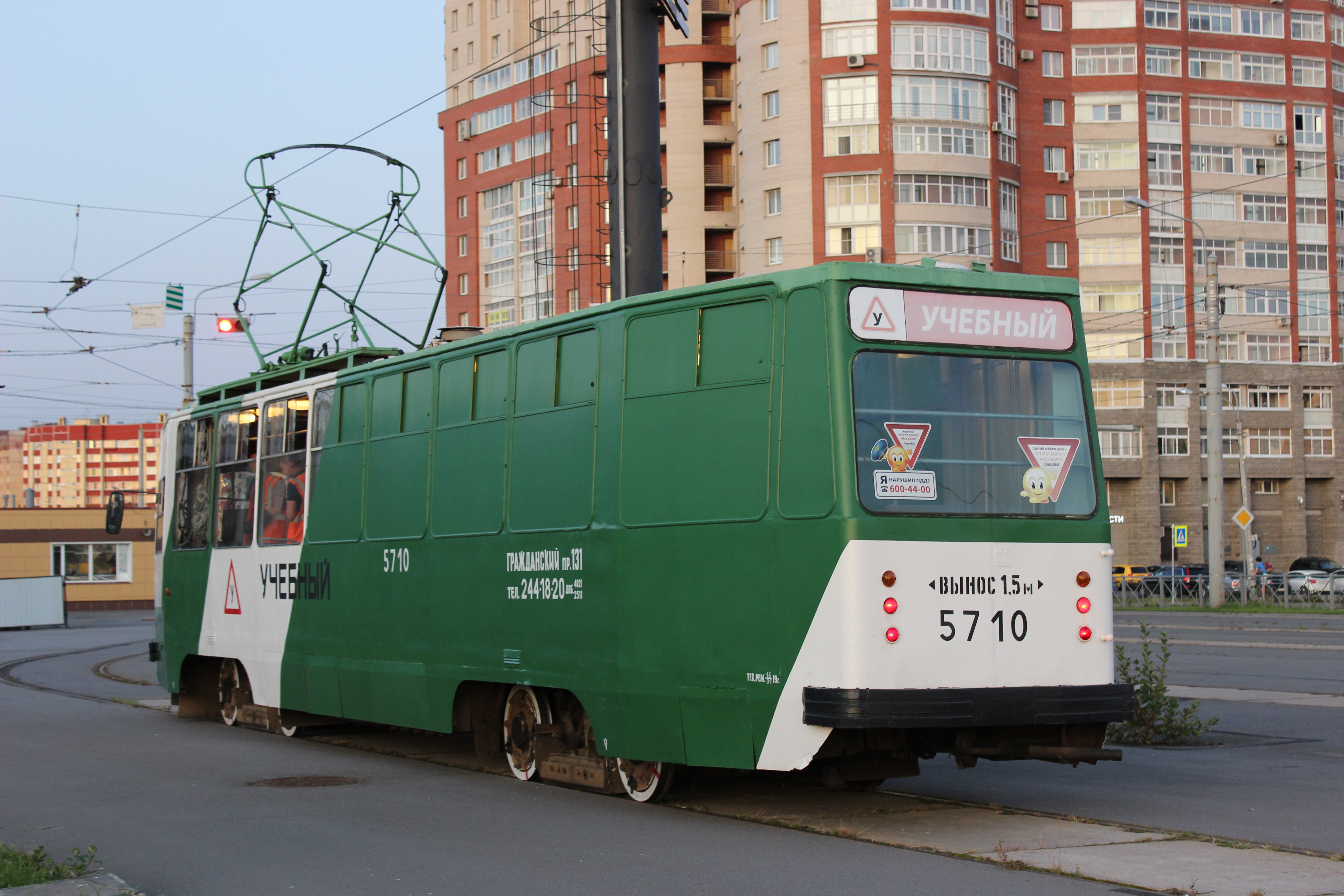
Навчальний вагон 5710
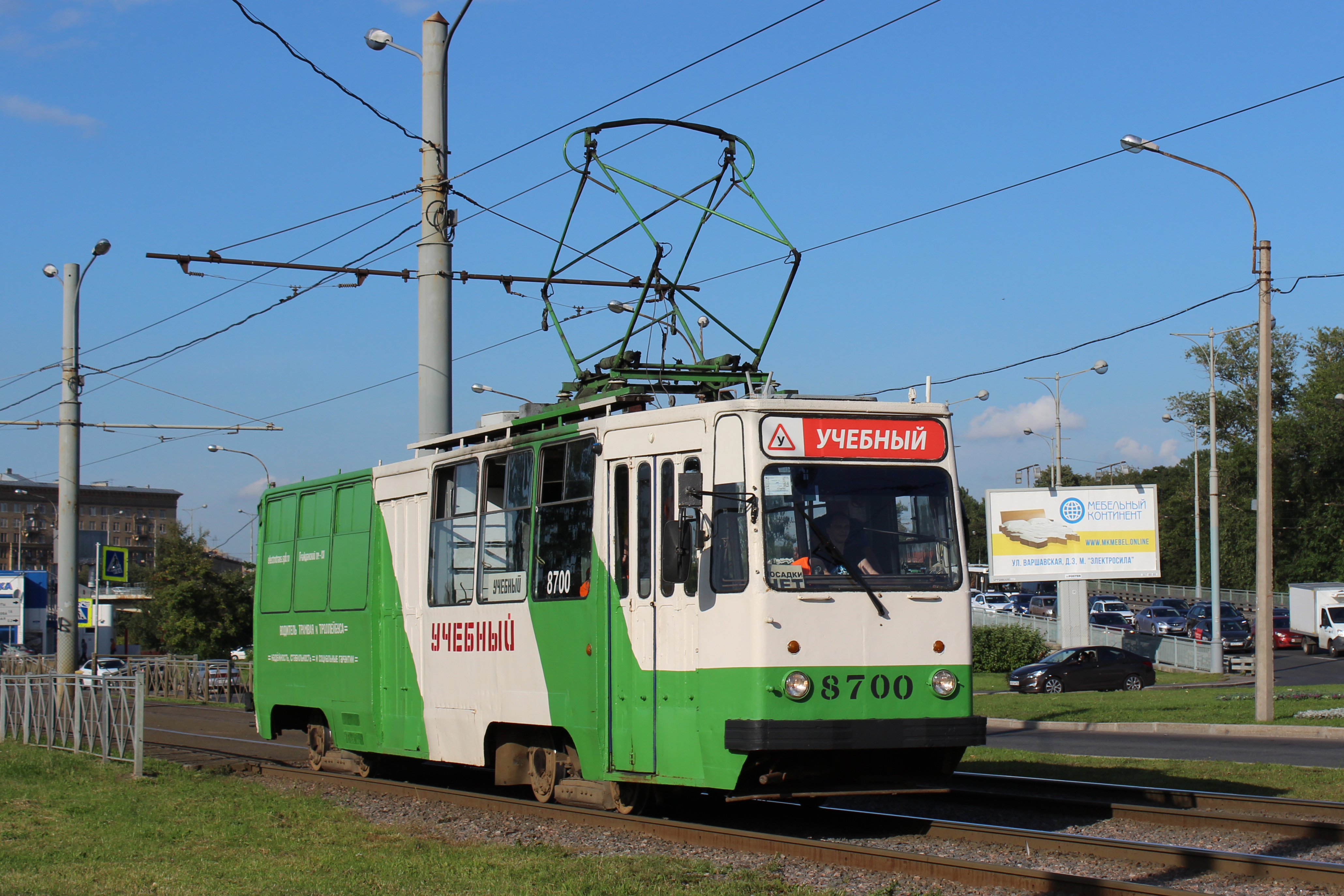
Навчальний вагон 8700
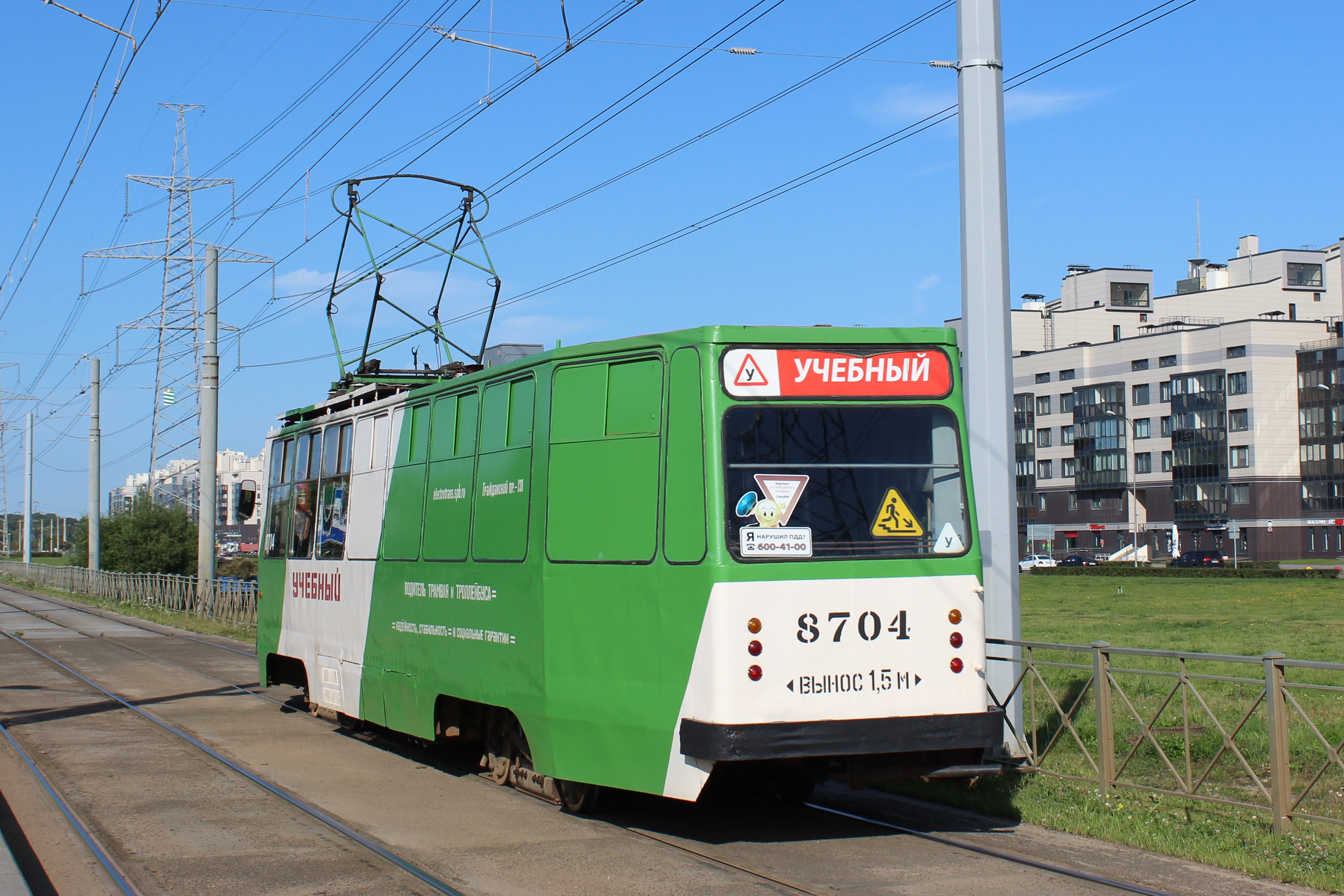
Навчальний вагон 8704

### 71-88
Це двосторонній транспортний засіб, двокабінна версія ЛМ-68М. Експлуатуються у Черемушках (Саяно-Шушенська ГЕС) і в Санкт-Петербурзі. З 1988 по 1992 було побудовано 13 таких вагонів. Вагони отримали другу кабіну у задній частині. З обох боків по два двері. На даху встановлено два пантографи, частина електроустаткування розташована в салоні в шафі за однією з кабін водія. Шість таких вагонів були направлені для експлуатації у селище Черемушки. У Ленінграді, а згодом у Санкт-Петербурзі двосторонні вагони використовувалися у пасажирському русі під час ремонтів, але надалі стали розвізними і буксирами.
У листопаді-грудні 2015 року було проведено капітальний ремонт вагонів 71-88 (модифікації 23М, вагон № 3613 — 18М) № 1703, 1704, 5705, 7124 та 3609. У ході КВР було повністю змінено кабіни водіїв, поручні, підлогове покриття, освітлення та сидіння, додалися маршрутопокажчики та система автоінформатора. Пізніше всі вагони були передані до трамвайного парку № 3. Відремонтовані вагони отримали індекс ЛМ-68МЧ (також зустрічається найменування ТС-77).
16 березня 2016 року вагон № 3609 вийшов на 40 маршрут. До цього вагони 71-88 (зокрема, № 2125) експлуатувалися в пасажирському русі тільки при ремонті колій у Приморському районі за маршрутом «Байконурська вулиця — вулиця Шаврова», на проспекті Науки 2001, на Василівському острові у 2005—2006 роках.
Вагони експлуатуються в трамвайному парку № 3 (№ 3609 — 3614). Вагон 2125 є музейним.

### ПР
Колійноремонтні двокабінні вагони на базі ЛМ-68М схожі за конструкцією з вагонами 71-88, проте мають середні двері тільки по одному з бортів, експлуатуються як нічна розвізка, буксир і зварювальні. Було збудовано близько 30 вагонів. В даний час експлуатуються 10 вагонів у Санкт-Петербурзі, один з них (№ 3613) пройшов КВР з врізкою дверей, яких бракувало для пасажирської роботи.

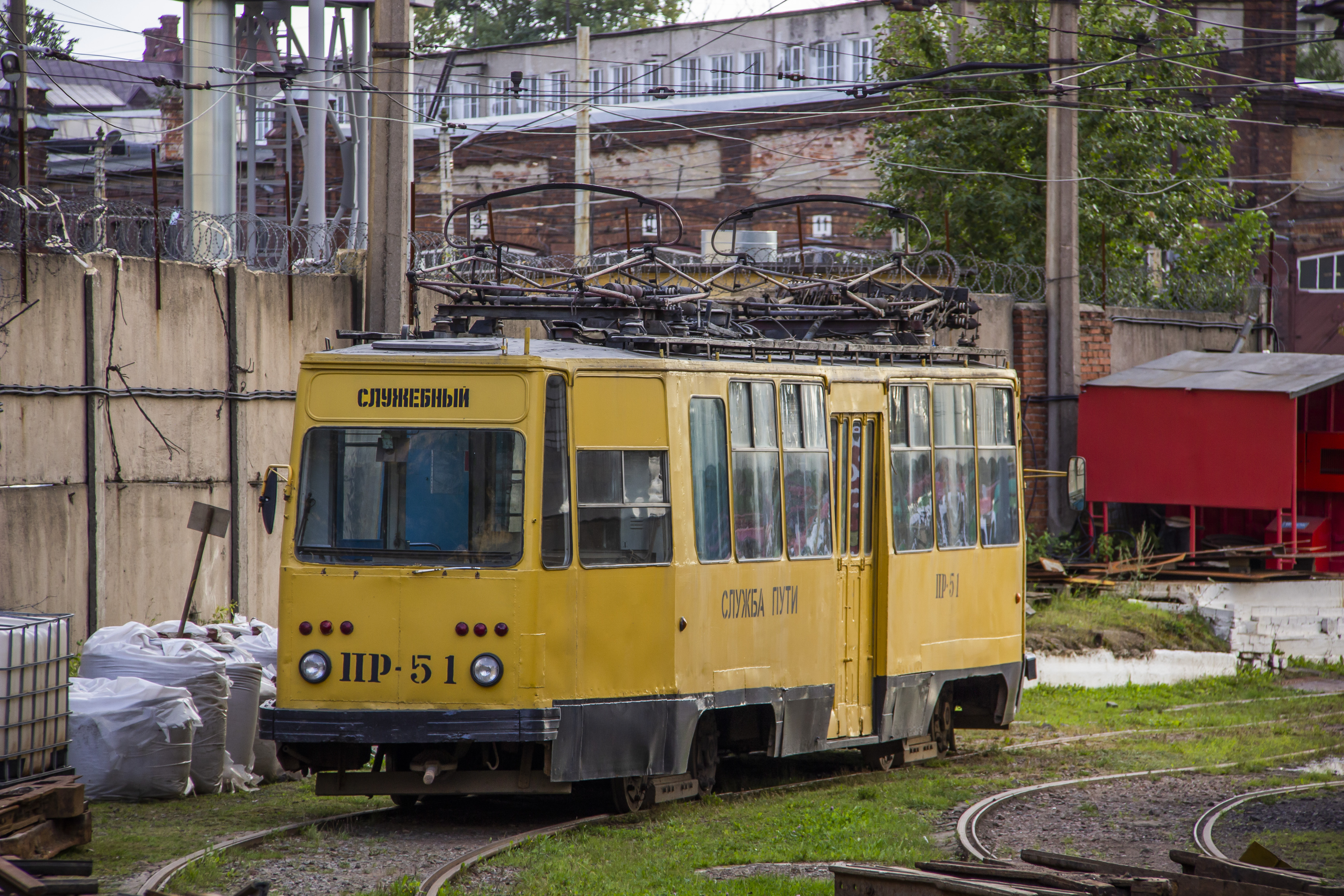
Службовий вагон ПР-51
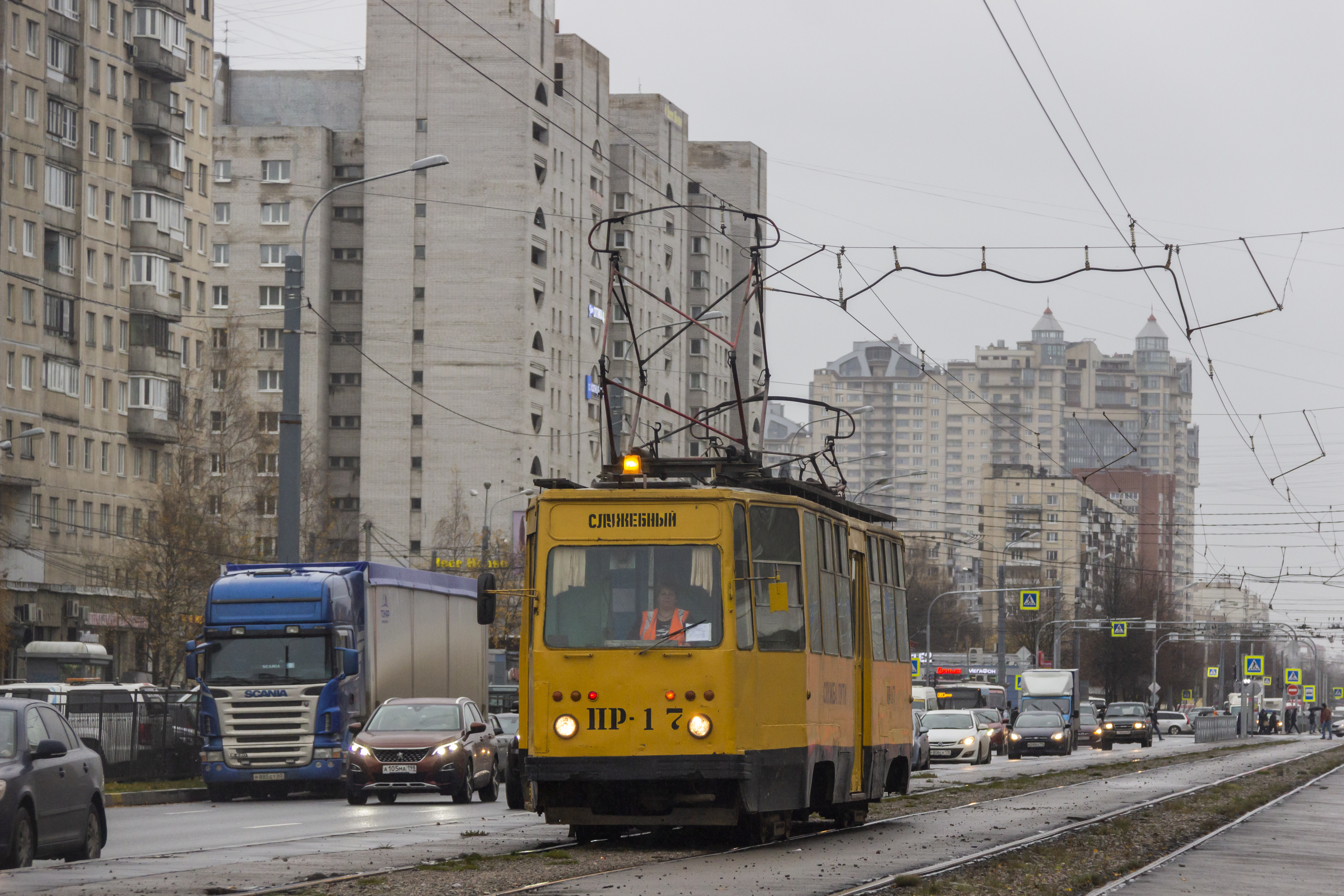
Службовий вагон ПР-17
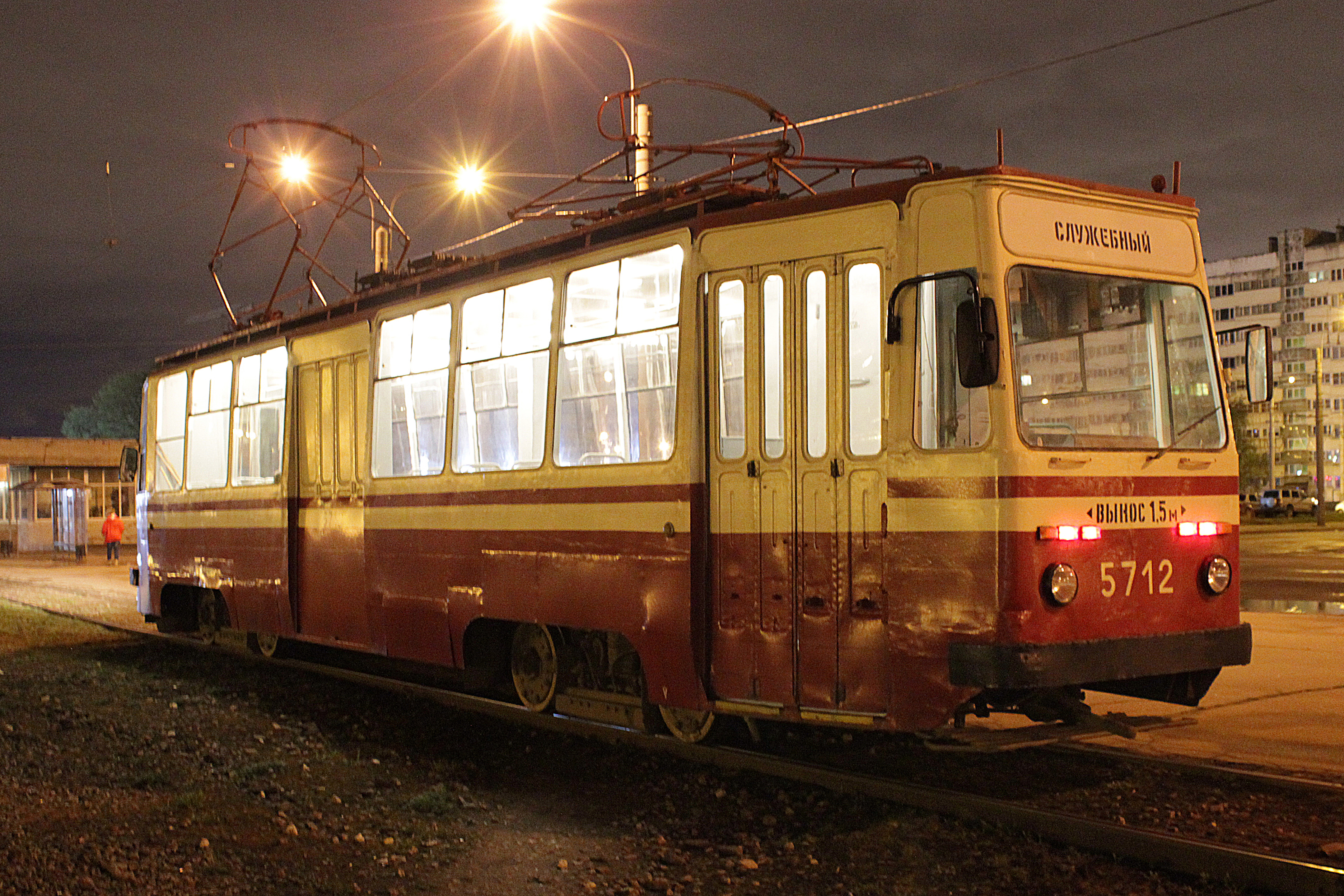
Службовий вагон ПР у забарвленні «Слон» на нічному розвезенні

## Модернізація

### ЛМ-68М2
З травня 2012 року проводиться глибока модернізація вагонів ЛМ-68М2 силами «Міськелектротрансу». Першим було модернізовано вагон № 7577. Модернізація включає заміну кузова, електрообладнання та салону. Вагон отримує асинхронний тяговий двигун, вклеїне скло, низькопідлоговий майданчик в задній частині та електронні маршрутовказівники. При модернізації використовувалися два варіанти масок і фарбування, один з яких імітував зовнішній вигляд вагона ЛМ-57. Два вагони, що отримали індекс ЛМ-68М2, модернізувалися на Жовтневому електровагоноремонтному заводі ОЕВРЗ і мають значні відмінності в конструкції.

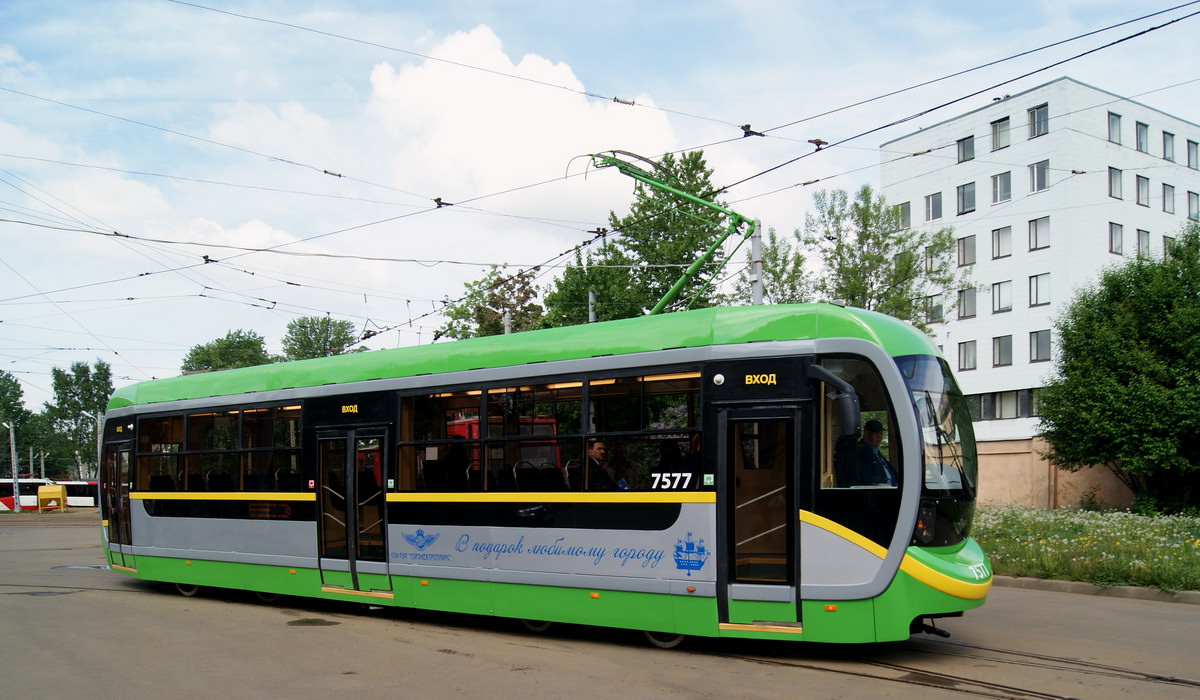
Вагон ЛМ-68М2 № 7577
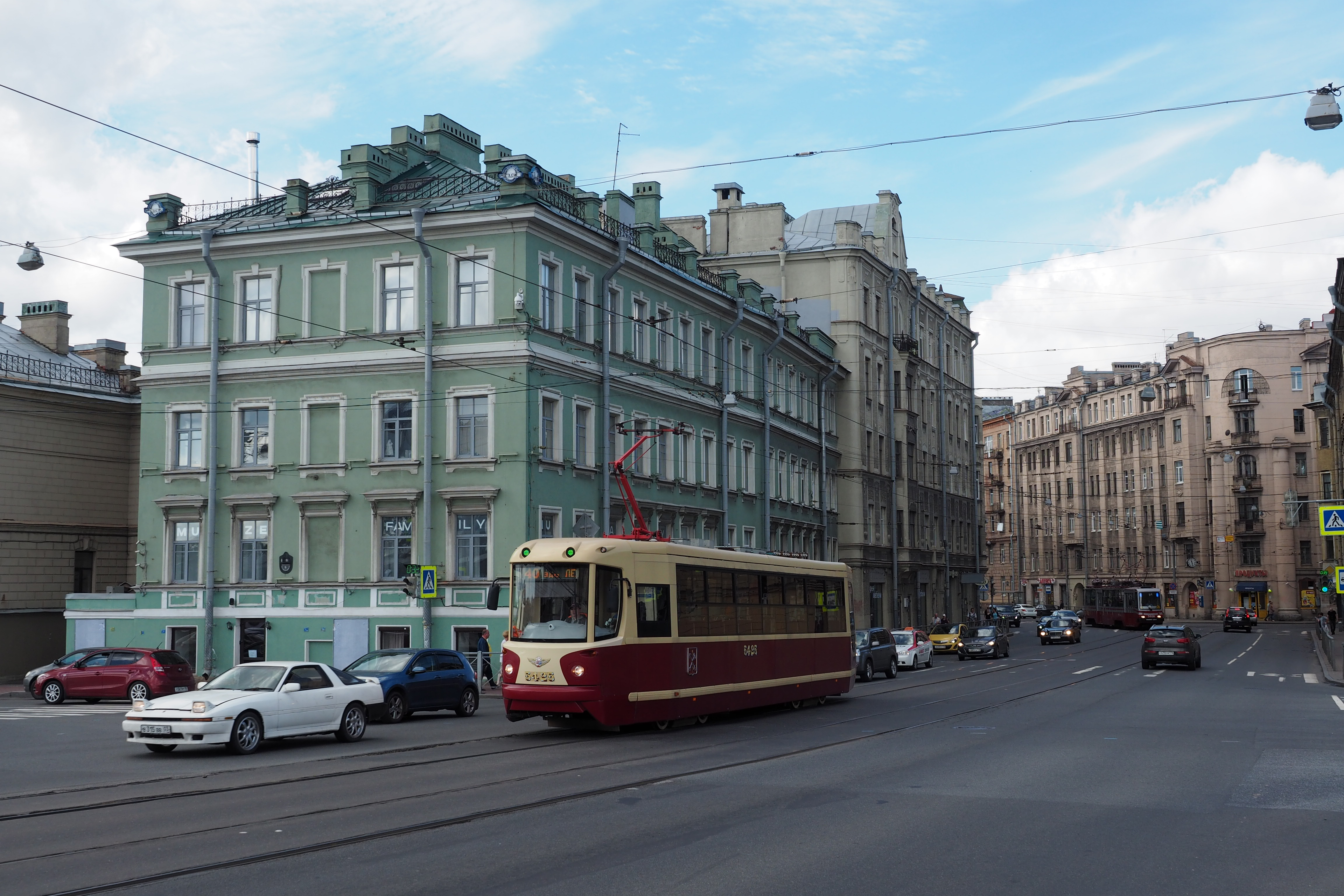
Вагон ЛМ-68М2 «Ретро» № 5425
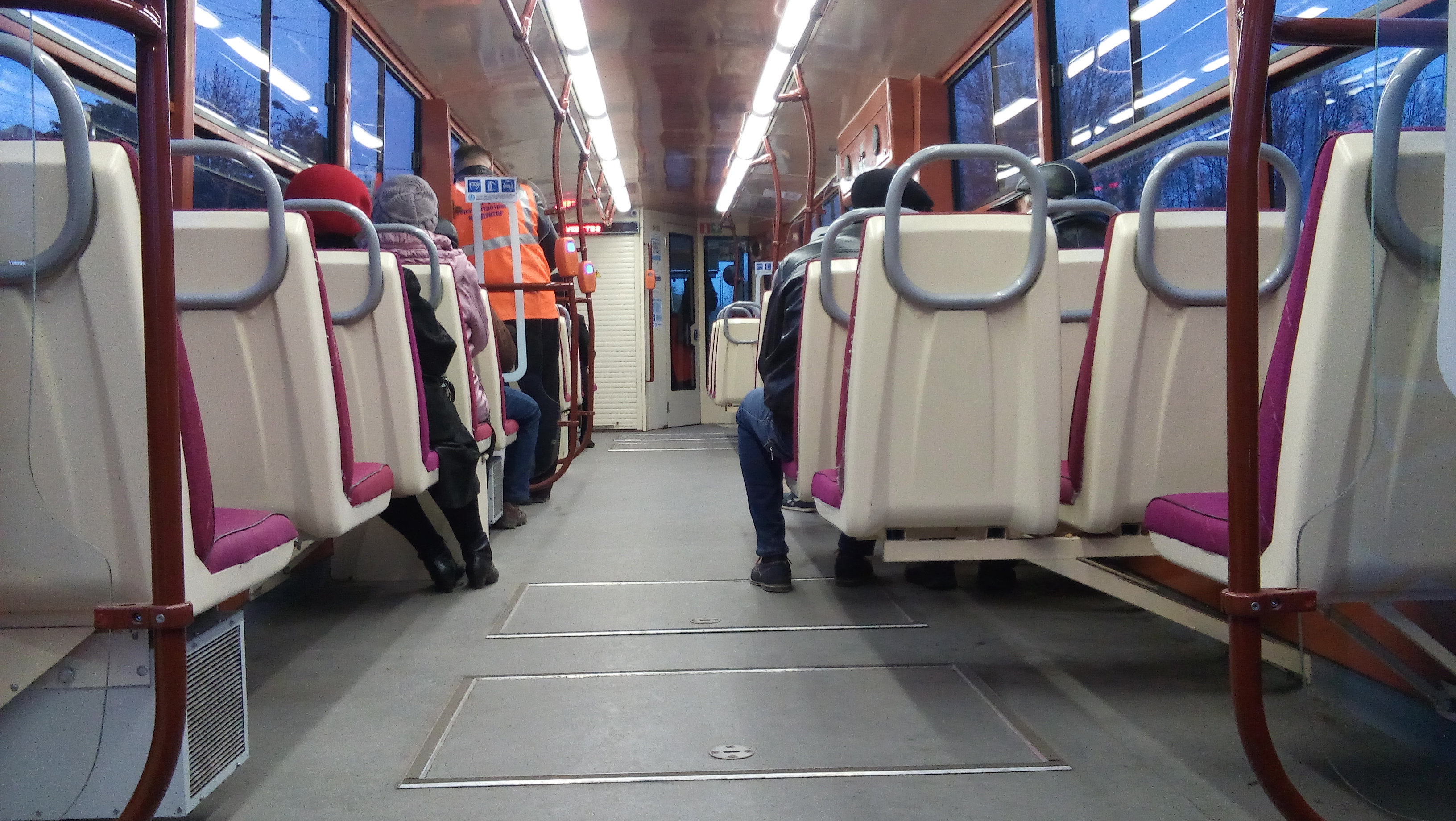
Салон ЛМ-68М2

### ЛМ-68М3

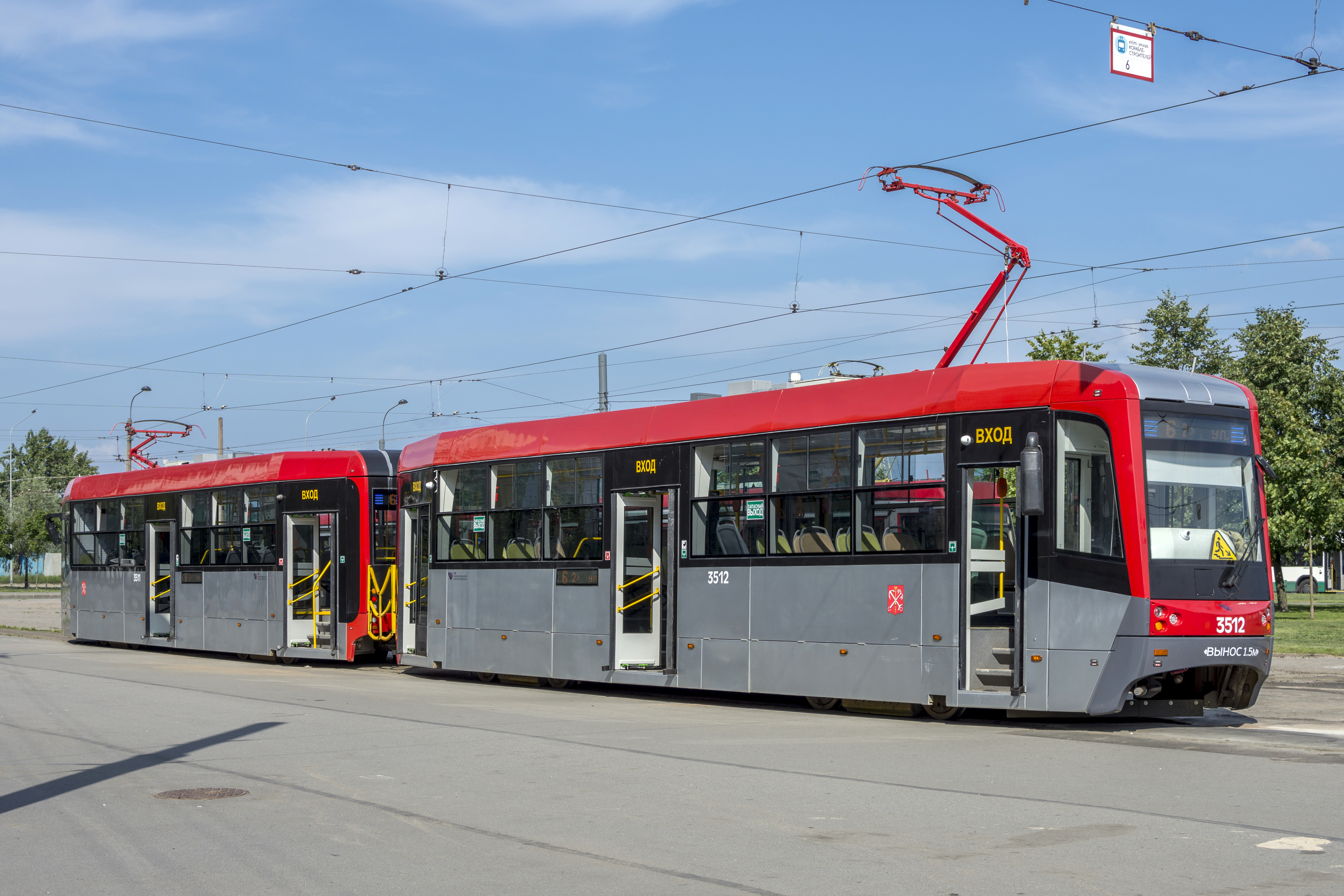
Вагони ЛМ-68М3 № 3511 та 3512

Двостороння версія вагона ЛМ-68М2 із новим дизайном. Низькопідлоговий майданчик перенесено до центру вагона. Вагон має 3 двері праворуч та 2 двері ліворуч. Призначені для роботи в СБО у човниковому вигляді. Вагони модернізовані на ОЕВРЗ. Перші 2 вагони № 5426 та 5440 прийшли з двома дверима з обох боків. Пізніше, на вимогу замовника, в трамвайному парку № 1 їм було врізано треті двері правим бортом.
На початок 2020-х вагони експлуатуються у трамвайному парку № 3 (№ 3501-3502, 3509-3510, 3513-3514) та у трамвайному парку № 7 (№ 7250-7257).

### ТС-77
Модернізований варіант вагонів 71-88, який виробляється з 2015 року. Експлуатуються у трамвайному парку № 7 (бортові номери 7220-7222; 7230-7241). Вагон 7240 має передні маски та забарвлення, аналогічні ЛМ-68М2 у ретро-варіанті. Вагон 7241 має кузов, що не має фальшбортів біля візків та пластикових кузовних елементів. Вагони 7220, 7221 та 7222 модернізовані з ЛМ-99К.